# Paurophylla aleuropasta
Paurophylla aleuropasta là một loài bướm đêm trong họ Erebidae.